# Arroyo Blanquillo (Arroyo Malo)
Der Arroyo Blanquillo ist ein Fluss in Uruguay.
Er entspringt auf dem Gebiet des Departamento Tacuarembó und verläuft in nordöstliche Richtung, bis er einige Kilometer südöstlich des Cerro de Marques als rechtsseitiger Nebenfluss in den Arroyo Malo mündet.